# Go Get Some Rosemary
Go Get Some Rosemary (übersetzt „Geh und hol etwas Rosmarin“) ist ein US-amerikanischer Film aus dem Jahr 2009. Regie führten Ben und Joshua Safdie. Der Film wurde erstmals bei den Filmfestspielen von Cannes 2009 unter dem Titel Go Get Some Rosemary gezeigt, später jedoch im englischsprachigen Raum als Daddy Longlegs (übersetzt „Vati Langbein“) in die Kinos gebracht. Die deutsche Synchronfassung behielt den Premieretitel.

## Handlung
Jedes Jahr bekommt der 34-jährige New Yorker Lenny die Erlaubnis, seine beiden Söhne Sage, 9, und Frey, 7, für zwei Wochen bei sich zu Hause einzuladen. Diese zwei Wochen, die ihm nach der Scheidung in der Sorgerechtsvereinbarung zugesprochen wurden, müssen für die nächsten Monate reichen, um seinen Söhnen schöne gemeinsame Erinnerungen an ihren Vater mitzugeben. Der geborene Chaot Lenny bemüht sich redlich, Sage und Frey ein guter Vater zu sein. Doch seine Anstrengungen verheddern sich in seinen Verpflichtungen im Berufsleben. Trotzdem schafft er es, eine Verbindung zu seinen Söhnen aufzubauen: mit einem Kurztrip aufs Land, Frauen, die als Mutterersatz dienen, magischen Decken und Lennys anarchischem Erziehungsmodell. Dieses stellt vor allem ihn selbst auf die Probe: Vater oder Freund?

## Hintergründe
- Josh und Bennie Safdies Film ist ihrem eigenen Vater gewidmet. Er beschreibt den Kampf eines „30-somethings“ in New York zwischen dem Wunsch, selbst noch Kind sein zu können oder die Rolle als „Erwachsener“ und Vater zu akzeptieren.
- Die Kinder Sage und Frey werden von den wirklichen Brüdern Sage und Frey Ranaldo gespielt.